# Campeonato Europeu Júnior de Natação de 1999
O Campeonato Europeu Júnior de Natação de 1999 foi a 26ª edição do evento organizado pela Liga Europeia de Natação (LEN). Nessa edição as provas de natação foram realizadas em Aachen na Alemanha e as provas de saltos ornamentais em Moscou na Rússia. O período de duração teve suas datas distintas, de 14 a 17 de julho de 1999 ocorreu as provas de natação e de 6 a 9 de agosto de 1999 as provas de saltos ornamentais. A partir dessa edição entram no cronograma as provas de natação de 50 m nos quatro estilos. Teve como destaque a Alemanha com 17 medalhas de ouro.

## Participantes
- Natação: Feminino de 15 a 16 anos (1984 e 1983) e masculino de 17 a 18 anos (1982 e 1981).
- Saltos Ornamentais: Grupo A é composto por saltadores de 16, 17 e 18 anos (1983, 1982 e 1981), tanto masculino quanto feminino. Grupo B é composto por saltadores de 14 a 15 anos (1985 e 1984), tanto masculino quanto feminino.

## Medalhistas

### Natação
Os resultados foram os seguintes. 
Masculino
| Evento          | Ouro                         | Ouro     | Prata                        | Prata    | Bronze                         | Bronze   |
| 50 m Livre      | Lituânia · Rolandas Gimbutis | 23.10    | Suécia · Stefan Nystrand     | 23.29    | Reino Unido · Chris Cozens     | 23.40    |
| 100 m Livre     | Lituânia · Rolandas Gimbutis | 50.76    | Suécia · Stefan Nystrand     | 50.77    | França · Sven Becquet          | 51.65    |
| 200 m Livre     | Islândia · Örn Arnarson      | 1:51.56  | Polónia · Michal Sapon       | 1:51.78  | França · Sven Becquet          | 1:52.96  |
| 400 m Livre     | Ucrânia · Igor Chervinsky    | 3:54.01  | França · Nicolas Rostoucher  | 3:56.46  | Reino Unido · Adam Faulkner    | 3:57.42  |
| 1500 m Livre    | Ucrânia · Igor Chervinsky    | 15:09.31 | Reino Unido · Adam Faulkner  | 15:26.16 | Rússia · Aleksei Kovrigin      | 15:33.92 |
| 50 m Costas     | Alemanha · Steffen Driesen   | 26.20    | Bielorrússia · Sergei Shevko | 26.25    | Alemanha · Toni Helbig         | 26.70    |
| 100 m Costas    | Alemanha · Steffen Driesen   | 56.07    | Bielorrússia · Sergei Shevko | 56.46    | Países Baixos · Klaas Zwering  | 57.20    |
| 200 m Costas    | Alemanha · Steffen Driesen   | 2:00.69  | Islândia · Örn Arnarson      | 2:01.13  | Áustria · Markus Rogan         | 2:01.80  |
| 50 m Peito      | Alemanha · Rene Kolonko      | 28.64    | Alemanha · Michael Fischer   | 28.91    | Rússia · Dimitri Komornikov    | 29.19    |
| 100 m Peito     | Rússia · Dmitrij Komornikov  | 1:02.08  | Alemanha · Rene Kolonko      | 1:02.19  | Alemanha · Michael Fischer     | 1:02.97  |
| 200 m Peito     | Rússia · Dmitrij Komornikov  | 2:12.18  | Alemanha · Rene Kolonko      | 2:18.01  | França · Hugues Duboscq        | 2:18.22  |
| 50 m Borboleta  | Suécia · David Andreasson    | 24.89    | Rússia · Sergei Blesnik      | 25.07    | Reino Unido · David Bennett    | 25.13    |
| 100 m Borboleta | Ucrânia · Andrij Serdinov    | 55.27    | Reino Unido · David Bennett  | 55.59    | Dinamarca · Anders Bo Pedersen | 55.68    |
| 200 m Borboleta | Hungria · David Kolozar      | 2:01.48  | Espanha · Juan Ulacia        | 2:01.85  | Ucrânia · Sergiy Fesenko       | 2:02.97  |
| 200 m Medley    | Espanha · Brenton Cabello    | 2:05.39  | Rússia · Maksim Mikhailov    | 2:06.56  | Alemanha · Dirk Mennicke       | 2:06.88  |
| 400 m Medley    | Itália · Alessio Boggiatto   | 4:21.48  | Rússia · Aleksei Kovrigin    | 4:26.71  | Áustria · Markus Rogan         | 4:26.88  |
| 4x100 m Livre   | Alemanha                     | 3:27.51  | França                       | 3:28.99  | Rússia                         | 3:29.13  |
| 4x200 m Livre   | Itália                       | 7:34.09  | Alemanha                     | 7:34.49  | Rússia                         | 7:35.78  |
| 4x100 m Medley  | Alemanha                     | 3:44.96  | Rússia                       | 3:48.17  | Itália                         | 3:51.39  |

Feminino
| Evento          | Ouro                         | Ouro    | Prata                               | Prata   | Bronze                              | Bronze  |
| 50 m Livre      | Alemanha · Britta Steffen    | 26.08   | Países Baixos · Hinkelien Schreuder | 26.43   | Finlândia · Hanna-Maria Seppälä     | 26.48   |
| 100 m Livre     | Alemanha · Britta Steffen    | 55.66   | Alemanha · Daniela Samulski         | 56.23   | Bélgica · Nina van Koeckhoven       | 57.47   |
| 200 m Livre     | Alemanha · Britta Steffen    | 2:01.32 | Alemanha · Verena Witte             | 2:02.26 | Bélgica · Nina van Koeckhoven       | 2:03.96 |
| 400 m Livre     | Hungria · Kornelia Kovacs    | 4:14.67 | Reino Unido · Holly Fox             | 4:17.91 | Rússia · Oksana Startseva           | 4:18.41 |
| 800 m Livre     | Hungria · Kornelia Kovacs    | 8:40.53 | Reino Unido · Rebecca Cooke         | 8:49.08 | Israel · Adi Bichman                | 8:49.72 |
| 50 m Costas     | Roménia · Diana Mocanu       | 29.68   | Alemanha · Sindy Buckmann           | 30.15   | Itália · Beatrice Zurma             | 30.31   |
| 100 m Costas    | Roménia · Diana Mocanu       | 1:03.03 | Alemanha · Saksia Melhorn           | 1:04.56 | Reino Unido · Louise Coull          | 1:04.75 |
| 200 m Costas    | Roménia · Diana Mocanu       | 2:15.64 | Alemanha · Maria Hirsch             | 2:16.02 | Alemanha · Christine Bachinger      | 2:16.60 |
| 50 m Peito      | Hungria · Krisztina Kovacs   | 32.94   | Estónia · Natalia Hissamutdinova    | 33.45   | Alemanha · Desiree Mahle            | 33.48   |
| 100 m Peito     | Hungria · Krisztina Kovacs   | 1:11.16 | Alemanha · Desiree Mahle            | 1:12.25 | Hungria · Edina Koszegfalvi         | 1:12.59 |
| 200 m Peito     | Alemanha · Annika Melhorn    | 2:37.47 | Hungria · Krisztina Kovacs          | 2:38.76 | Ucrânia · Olga Dmytruk              | 2:34.26 |
| 50 m Borboleta  | Alemanha · Daniela Samulski  | 27.62   | Hungria · Orsolya Ferenczy          | 2776    | Israel · Vered Borochovski          | 27.90   |
| 100 m Borboleta | Polónia · Otylia Jędrzejczak | 1:00.26 | Israel · Vered Borochovski          | 1:01.08 | Hungria · Orsolya Ferenczy          | 1:01.09 |
| 200 m Borboleta | Polónia · Otylia Jędrzejczak | 2:11.71 | Reino Unido · Holly Fox             | 2:14.81 | Alemanha · Annika Melhorn           | 2:15.08 |
| 200 m Medley    | Alemanha · Annika Melhorn    | 2:17.75 | Países Baixos · Ilse Kevelham       | 2:19.57 | Países Baixos · Hinkelien Schreuder | 2:20.49 |
| 400 m Medley    | Reino Unido · Holly Fox      | 4:51.14 | Reino Unido · Sarah Heyes           | 4:52.70 | Israel · Adi Bichman                | 4:53.67 |
| 4x100 m Livre   | Alemanha                     | 3:47.62 | Países Baixos                       | 3:50.40 | Suécia                              | 3:53.02 |
| 4x200 m Livre   | Alemanha                     | 8:13.42 | Países Baixos                       | 8:21.10 | Reino Unido                         | 8:21.23 |
| 4x100 m Medley  | Alemanha                     | 4:15.12 | Rússia                              | 4:16.31 | Hungria                             | 4:17.55 |

### Saltos ornamentais

#### Grupo A
Masculino
| Evento                     | Ouro                         | Ouro   | Prata                          | Prata  | Bronze                       | Bronze |
| Trampolim 1 m individual   | Rússia · Aleksandr Dobroskok | 447.00 | Reino Unido · Peter Waterfield | 474.80 | Itália · Christopher Sacchin | 448.90 |
| Trampolim 3 m individual   | Ucrânia · Dmytro Lysenko     | 514.40 | Finlândia · Joona Puhakka      | 486.65 | Alemanha · Jan Herre         | 478.40 |
| Plataforma 10 m individual | Rússia · Aleksandr Dobroskok | 523.55 | Reino Unido · Blake Aldridge   | 480.55 | Grécia · Ioannis Gavrilidis  | 479.20 |

Feminino
| Evento                     | Ouro                     | Ouro   | Prata                    | Prata  | Bronze                     | Bronze |
| Trampolim 1 m individual   | Alemanha · Heike Fischer | 398.55 | Suécia · Anna Lindberg   | 397.25 | França · Gaëlle Delezaive  | 387.45 |
| Trampolim 3 m individual   | Suécia · Anna Lindberg   | 431.30 | Alemanha · Heike Fischer | 414.55 | Rússia · Natalia Oumyskova | 401.45 |
| Plataforma 10 m individual | Alemanha · Daniela Bemme | 403.60 | Rússia · Olga Klokova    | 387.60 | Reino Unido · Page         | 380.45 |

#### Grupo B
Masculino
| Evento                     | Ouro                              | Ouro   | Prata                      | Prata  | Bronze                        | Bronze |
| Trampolim 1 m individual   | Rússia · Dimitry Starodubtsev     | 339.65 | Alemanha · Norman Becker   | 331.50 | Itália · Emanuele Marini      | 322.25 |
| Trampolim 3 m individual   | Rússia · Gleb Sergeevič Gal'perin | 340.15 | Alemanha · Norman Becker   | 334.40 | Rússia · Dimitry Starodubtsev | 331.10 |
| Plataforma 10 m individual | Rússia · Aleksandr Dobroskok      | 358.15 | Itália · Michele Benedetti | 327.15 | Suécia · Mats Wiktorsson      | 320.55 |

Feminino
| Evento                     | Ouro                    | Ouro   | Prata                    | Prata  | Bronze                               | Bronze |
| Trampolim 1 m individual   | Itália · Maria Marconi  | 335.00 | Alemanha · Katja Dieckow | 320.70 | Bielorrússia · Nastassia Salivonchik | 315.50 |
| Trampolim 3 m individual   | Itália · Tania Cagnotto | 366.45 | Itália · Maria Marconi   | 334.05 | Hungria · Nóra Barta                 | 330.70 |
| Plataforma 10 m individual | Itália · Tania Cagnotto | 325.25 | Roménia · Ramona Ciobanu | 305.05 | Alemanha · Anne Rieck                | 302.35 |

## Quadro de medalhas
| Ordem | País          | Medalha de ouro | Medalha de prata | Medalha de bronze | Total |
| ----- | ------------- | --------------- | ---------------- | ----------------- | ----- |
| 1     | Alemanha      | 17              | 14               | 8                 | 39    |
| 2     | Rússia        | 7               | 6                | 7                 | 20    |
| 3     | Hungria       | 5               | 2                | 4                 | 11    |
| 3     | Itália        | 5               | 02               | 4                 | 11    |
| 5     | Ucrânia       | 4               | 10               | 2                 | 6     |
| 6     | Roménia       | 3               | 1                | 0                 | 4     |
| 7     | Suécia        | 2               | 3                | 2                 | 7     |
| 8     | Polónia       | 2               | 1                | 0                 | 3     |
| 9     | Lituânia      | 2               | 0                | 0                 | 2     |
| 10    | Reino Unido   | 1               | 8                | 6                 | 15    |
| 11    | Islândia      | 1               | 1                | 0                 | 2     |
| 11    | Espanha       | 1               | 1                | 0                 | 2     |
| 13    | Países Baixos | 0               | 4                | 2                 | 6     |
| 14    | França        | 0               | 2                | 4                 | 6     |
| 15    | Bielorrússia  | 0               | 2                | 1                 | 3     |
| 16    | Israel        | 0               | 1                | 3                 | 4     |
| 17    | Finlândia     | 0               | 1                | 1                 | 2     |
| 18    | Estónia       | 0               | 1                | 0                 | 1     |
| 19    | Bélgica       | 0               | 0                | 2                 | 2     |
| 19    | Áustria       | 0               | 0                | 2                 | 2     |
| 21    | Dinamarca     | 0               | 0                | 1                 | 1     |
| 21    | Grécia        | 0               | 0                | 1                 | 1     |
| Total | Total         | 50              | 50               | 50                | 150   |